# 85439 Barbero
85439 Barbero este o planetă minoră (asteroid) din centura de asteroizi. A fost descoperită pe 13 martie 1997 la osservatorio astronomico della Montagna Pistoiese⁠(d) de Luciano Tesi⁠(d). 
Obiectul prezintă o orbită caracterizată de o semiaxă mare de 2,3043259275626 UAi, o excentricitate de 0,07904012530419, o înclinație de 5,1631210404689 ° în raport cu ecliptica.